# Jan Stürmer

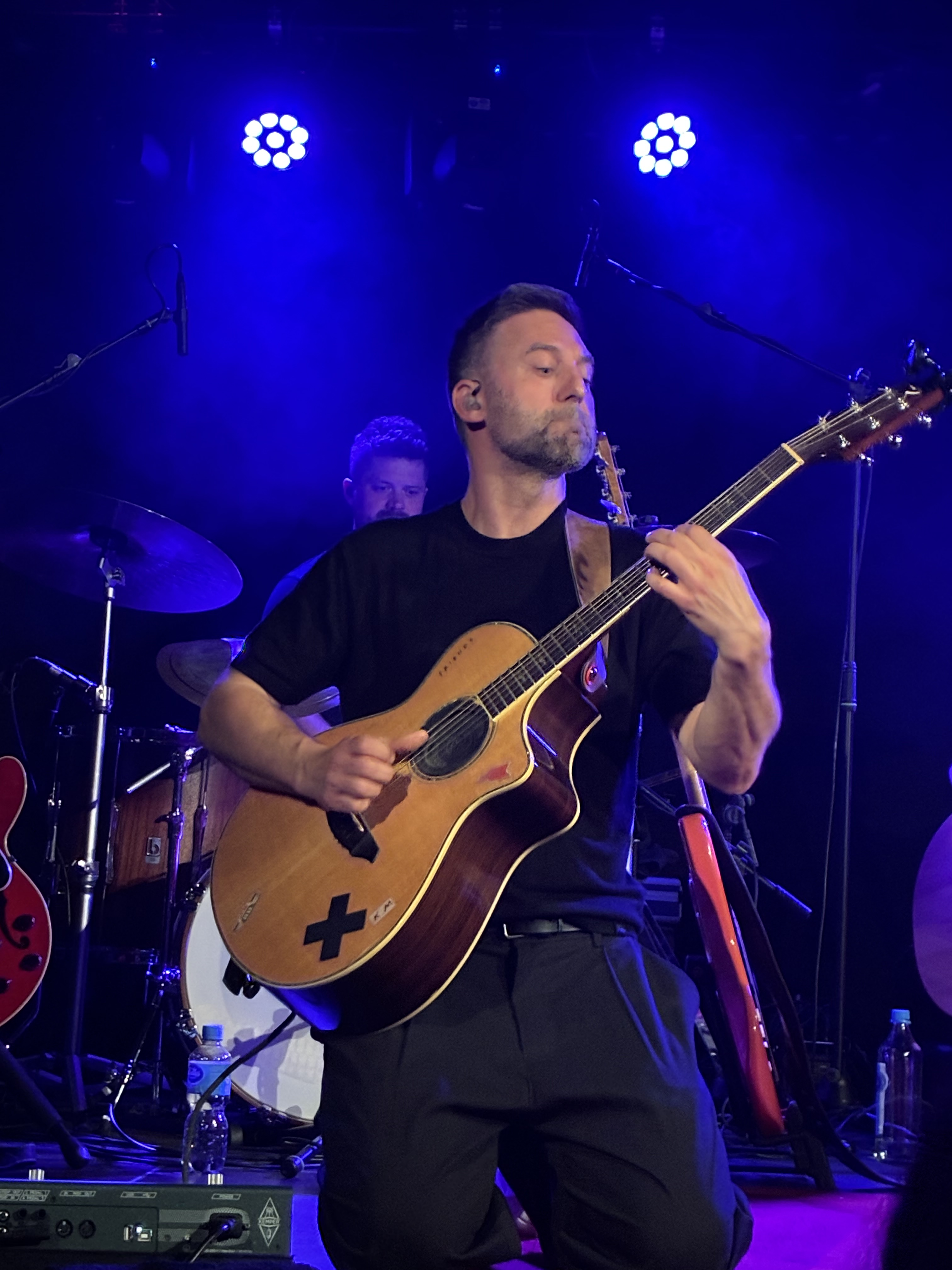
Jan Stürmer (2025)

Jan Stürmer (* 1974 in Aschaffenburg) ist ein deutscher Gitarrist, Sänger und Komponist. Sein Künstlername ist „der Kaiser“.

## Biografie
Stürmer begann das Gitarre spielen mit acht Jahren. Im Alter von 12 Jahren wechselte er zur E-Gitarre und stieg in seiner Heimatstadt Aschaffenburg in die dort bekannten Bands „4224 You“, „Lee Brown“, „Sieben“ und „Fahrenheit“ ein. Er studierte Jazzgitarre an der Hochschule für Musik Nürnberg bei Helmut Kagerer und Cornelius Schmidkunz (alias Paulo Morello)  (1996–2001). Seitdem arbeitete er als Live- und Studiogitarrist sowie als Sänger mit Ernie Watts (Chaka Khan, Whitney Houston), Rick Margitza (Miles Davis), Rob McConnell, Cassandra Steen, Glashaus, Radost Bokel, Kim Sanders, Rick Washington, Vanessa Jean Dedmon (DSDS), Tertia Botha (Preluders), miC, Laura Martin (DSDS). Außerdem tourte Stürmer 2002 mit Linda Carriere für das Label 3P und trat in Fernseh- und Radioshows auf (Hermann und Tietjen, Vera am Mittag, NBC Giga TV, MTV Select). Von 1998 bis 2002 arbeitete er als Vorführer für den japanischen Instrumentenhersteller Roland auf Musikmessen.
Er gründete im März 2000 mit Holger Kalenda, Andreas Hillesheim und Mario Garruccio die Band Waterproof, für deren Debüt-Veröffentlichung "Play our Songs" er 8 Titel komponierte.
Seit 2006 ist Jan Stürmer Gitarrist der Band re:jazz, mit der er 2007 und 2009 durch Japan tourte und Konzerte auf Festivals gab (Balaton Sound Ungarn, Usadba Jazz Festival Moskau, Leverkusener Jazztage Deutschland). 2008 trat er mit dem Weltstar Haddaway auf.
Er komponierte 2 Titel in Zusammenarbeit mit dem Kinder- und Jugenddorf Klinge, auf denen Faiz Mangat von der Popstar Casting Band Bro’Sis singt, die im Dezember 2008 veröffentlicht wurden.
2008 gründete er die Akustik Formation "Kaiser and Friends", zu deren Mitglieder Alexander Heilmann, Heiko Himmighoffen, Mediha Rustempasic und Charles Simmons gehören. Mit dieser Formation tritt er 2010 und 2011 im Robinson Club Soma Bay Ägypten auf und 2010 beim Deutschen Rechnungszentrumspreis in Sinsheim.
2010, 2011 und 2012 trat er mit Stefanie Heinzmann in Clubs in Deutschland (Markthalle Hamburg, M.A.U. Club Rostock), der Schweiz (Bierhübeli Bern, Scala Wetzikon) und Festivals auf (Jazzfest Rottweil und Gronau, Kultursommer Göttingen, Openair Etziken/Schweiz). Auf dem Museumsuferfest 2012 trat er mit dem Funkjazz-Quartett The Pinocchio Theory (Matthias Vogt (keyb), Andreas Neubauer (dr), Matthias Deisenroth (b)) im Pass Jazz Garten auf.

## Diskografie
- 1993: 4224 You: too hot to trot
- 1999: Soul Palace Band: more colours of music
- 2000: Frank Bülow and the local heroes: back to my basics
- 2002: Aschaffenburger Jazz Bigband feat.: Earnie Watts: Second take
- 2004: Waterproof: freundschaftsspiel live
- 2005: Frank Bülow und die Co-Piloten: Meine Musik
- 2007: Soul Palace Band: Party Deluxe
- 2008: re:jazz Live at the Motion Blue Japan (Infracom)
- 2008: re:jazz Nipponized (Infracom)
- 2008: Waterproof + das kinderdorf Klinge: Kinder dieser Welt (Art of June Records)
- 2010: Waterproof: "Play our Songs" (Chasim Music)
- 2011: Charles Simmons: "Elements" (Chasim Music)
- 2012: re:jazz Kaleidoscope (Infracom)